# Philipp Schoch
Philipp Schoch (* 10. října 1979 ve Winterthuru) je bývalý švýcarský snowboardista. Je dvojnásobným olympijským vítězem v disciplíně paralelní obří slalom, vyhrál tento závod na olympiádě v Salt Lake City roku 2002 a v Turíně roku 2006. Stal se tehdy prvním snowboardistou historie, který získal dvě zlaté olympijské medaile. Má též dvě stříbra z mistrovství světa v roce 2007, z paralelního i paralelního obřího slalomu. Jeho bratr Simon Schoch je rovněž úspěšným snowboardistou, na olympiádě v Turíně proti sobě stanuli ve finálové jízdě. Bylo to potřetí v historii olympijských her, kdy na prvních dvou místech stejné disciplíny stanuli dva bratři.